# 1594 Danjon
1594 Danjon è un asteroide della fascia principale del diametro medio di circa 11,56 km. Scoperto nel 1949, presenta un'orbita caratterizzata da un semiasse maggiore pari a 2,2689048 UA e da un'eccentricità di 0,1951959, inclinata di 8,94360° rispetto all'eclittica.
L'asteroide è dedicato all'astronomo francese André-Louis Danjon, che fu direttore degli osservatori di Strasburgo e Parigi e presidente dell'Unione Astronomica Internazionale.